# Dombóvár
Dombóvár é uma cidade húngara do condado de Tolna.

## Localização geográfica
Dombóvár localiza-se na parte sul da Hungria a 46°22′55″N 18°08′32″E